# Christian Dietz (Schiedsrichter)
Christian Dietz (* 27. Juli 1984 in Kronach) ist ein deutscher Fußballschiedsrichter.

## Karriere
Dietz ist DFB-Schiedsrichter und pfeift für den FC Kronach 08. In den Saisons 2012/13 bis 2018/19 war er Schiedsrichter in der 2. Bundesliga und leitete dort insgesamt 57 Spiele. Seit der Saison 2019/20 wird Dietz nur noch als Schiedsrichterassistent eingesetzt. In der Bundesliga agiert er in dieser Funktion bereits seit der Saison 2012/13. Dietz leitete zudem Spiele im Juniorenbereich, in der Deutschen A-Juniorenmeisterschaft 2018/19 pfiff er dabei das Finalspiel zwischen den Nachwuchsmannschaften von Borussia Dortmund und dem VfB Stuttgart.
Am 27. November 2015 war Dietz als Assistent in der Partie zwischen dem SV Darmstadt 98 und dem 1. FC Köln eingesetzt, als sich Schiedsrichter Deniz Aytekin verletzte. Dietz löste ihn in der Pause ab, was seinen ersten und einzigen Einsatz als Schiedsrichter in der Bundesliga darstellt.
Dietz wurde am 27. Mai 2017 im DFB-Pokalfinale 2016/17 zwischen Eintracht Frankfurt und Borussia Dortmund im Team um Hauptschiedsrichter Deniz Aytekin eingesetzt.
Seit 2021 ist Dietz FIFA-Schiedsrichterassistent und kommt auch bei internationalen Spielen zum Einsatz.
Am 21. Mai 2025 leitete Dietz als Assistent im Team um Hauptschiedsrichter Felix Zwayer das Finale der UEFA Europa League zwischen Tottenham Hotspur und Manchester United in Bilbao.
Er wurde für die FIFA-Klub-WM 2025 in den USA im Gespann um Felix Zwayer nominiert.

## Privates
Dietz ist Realschullehrer, hat drei Kinder und wohnt in Hausen.